# Agnières-en-Dévoluy
Pour les articles homonymes, voir Agnières (homonymie).
Pour les articles ayant des titres homophones, voir Asnières et Anières.
Agnières-en-Dévoluy est une ancienne commune française, intégrée depuis 2013 dans la commune de Dévoluy, située dans le département des Hautes-Alpes en région Provence-Alpes-Côte d'Azur. Ses habitants sont appelés les Agniérois.

## Géographie

### Situation
Agnières est situé dans le massif du Dévoluy, à 20 kilomètres à vol d'oiseau, mais 40 par la route, au nord-ouest de Gap. La commune occupe le sud-ouest du Dévoluy, entre la montagne d'Aurouze, qui culmine au pic Ponsin à 2 597 mètres, au sud-est et le Grand Ferrand qui, avec 2 761 mètres est le deuxième sommet du Dévoluy, au nord-ouest. Agnières est séparée de Saint-Étienne-en-Dévoluy par la crête des Baumes.

### Géologie et relief
Le vallon d'Agnières est situé sur la partie occidentale d'un vaste synclinal (le synclinorium du Dévoluy) d'orientation nord-sud versant vers le nord, où se sont accumulées des roches sédimentaires : molasse rouge, marnes et calcaires oligocènes. Le flanc du Grand Ferrand est formé de calcaire blanc sénonien, modelé par des formations glaciaires d'époque wurmienne.
La commune est célèbre pour ses nombreuses cavités souterraines, les chourums, propices à la spéléologie.

### Sismicité
Informations regroupées dans l'article consacré à la commune nouvelle Dévoluy (commune).

### Hydrographie et eaux souterraines
Agnières-en-Dévoluy est traversé du sud au nord par la Ribière, affluent de la Souloise, rivière du bassin de l'Isère. La Ribière prend sa source au col du Festre, bientôt renforcée par le torrent de la Pisse, qui descend de la crête des Aiguilles. 
Au nord, le torrent des Adroits marque la limite avec Saint-Disdier.
Au-dessus de Lachaup, de nombreux chourums (orifices verticaux dans le sol calcaire) sont autant de points d'entrée de l'eau dans le massif calcaire, alimentant les exsurgences des Gillardes, en aval de Saint-Disdier.
Agnières dispose d'une station d'épuration d'une capacité de 4000 équivalent-habitants.

### Climat
L'altitude élevée de ce territoire fait que le climat y est très marqué : un hiver rigoureux et long pouvant être tour à tour sec et froid ou parfois plus humide, ce qui peut entraîner de fortes chutes de neige. L'été y est particulièrement agréable, la fraîcheur du soir venant tempérer des journées parfois chaudes et orageuses en juillet-août. Le col du Festre est en effet une barrière climatique d'importance entre les influences alpines du nord et les influences méditerranéennes, tout comme le col de la Croix-Haute situé dans la vallée voisine à l'ouest. Ainsi on pourra avoir de magnifiques journées hivernales chaudes et ensoleillées alors que les vallées situées plus au nord seront dans la brume (phénomène d'inversion de température visualisé par un développement de la « mer de nuages » visible depuis les pentes enneigées de la station de la Joue du Loup).

### Voies de communications et transports

#### Voies routières
Comme tout le Dévoluy, Agnières est difficile d'accès, notamment en hiver. La route départementale 937, au nord, traverse les gorges de la Souloise et contourne le lac du Sautet pour rejoindre à Corps la route Napoléon, ce qui met Agnières à près de deux heures de Grenoble. Au sud, la même D 937 passe par le col du Festre (alt. 1 441 mètres) pour rejoindre à Montmaur la route de Gap à Veynes, ce qui met encore Agnières à près d'une heure de Gap, et trois de Marseille, du moins lorsque le col du Festre n'est pas pris par la neige et le blizzard (la « bise »). Enfin Agnières communique avec l'est par la D 17 qui, au-delà de Saint-Étienne-en-Dévoluy, passe en Champsaur par le col du Noyer (alt. 1 664 mètres), col fermé en moyenne six mois par an. Aucun franchissement des montages situées à l'ouest n'est possible si ce n'est, à la belle saison, par les randonneurs aguerris,.

#### Transports en commun
Informations regroupées dans l'article consacré à la commune nouvelle Dévoluy (commune).

### Hameaux et lieux-dits
- Le chef-lieu (mairie, église), dans une boucle de la route principale
- La Combe, Maubourg, la Chaup, proches du chef-lieu
- Le Forest, à la jonction de la route de Saint-Étienne
- Les Coutières, isolé près du col du Festre
- La Joue du Loup, station de sports d'hiver créée en 1976 sur les pentes de la montagne d'Aurouze, où se construisent de plus en plus de locations et de résidences secondaires.

## Toponymie
Le nom de la localité est attesté sous la forme Agniera en 1212.
Nous pouvons relier le toponyme Agnières au radical celte Ana- signifiant « marais » et suffixe romain  masculin -arium, puis féminin pluriel -aria au sens collectif : « ensembles de marais ». Le centre de la commune se situant à la confluence du torrent de la Ribière  et de la Souloise favorise aussi cette interprétation.
Anhièras en occitan provençal.
Dévoluy : du nom du massif éponyme.
Dévoluy provient du verbe dévaler, évoquant les champs d'éboulis et les ravinements des torrents avec un adage un brin moqueur, « on ne sait pas ce qu'ils sèment, mais chaque année ils récoltent des pierres », qui donne l'image du paysage minérale du Dévoluy.

### Microtoponymie
Une partie importante de la toponymie aux abords des crêtes se rattache au règne minéral.
- Col du Charnier : racine Kar, la pierre. Débouche sur le vallon Charnier recevant au nord le vallon Pierra...
- Tête de Lauzon : Lauze, pierre plate
- les Jas : bergerie ( provençal)
- serre Noble, serre Garcine, serre Pelier, du renard, du vallon : à l'origine une crête une colline allongée, puis son flanc[9]
- Combe, combette : vallon
- Ubac : versant nord (du franco-provençal, opacus : obscur, sombre)[10]
- Aurouze : à rapprocher de la crête d'Auréas (Lalley), col vente-cul (Lus) : Auri = vent en provençal

## Histoire
Le 1er janvier 2013, les quatre communes du canton de Saint-Étienne-en-Dévoluy, Saint-Étienne-en-Dévoluy, Agnières-en-Dévoluy, La Cluse et Saint-Disdier fusionnent pour devenir Dévoluy. Agnières-en-Dévoluy devient une commune déléguée conformément au régime juridique des communes nouvelles instauré par la loi no 2010-1563 du 16 décembre 2010 de réforme des collectivités territoriales. Après les élections municipales de mars 2014, une décision du conseil municipal du 17 avril suivant entérine la suppression des quatre communes déléguées. Désormais, l'ancienne commune est une localité du Dévoluy.

## Politique et administration
| Période    | Période          | Identité           | Étiquette | Qualité |
| ---------- | ---------------- | ------------------ | --------- | ------- |
| mars 2001  | avril 2006       | Jean-François Hahn |           |         |
| avril 2006 | mars 2008        | Jean Patras        |           |         |
| mars 2008  | 31 décembre 2012 | Jacqueline Puget   |           |         |

### Intercommunalité
La commune de Dévoluy, dont Agnières fait partie, est membre de la Communauté de communes Buëch-Dévoluy, créée en 2016.

### Urbanisme
Informations regroupées dans l'article consacré à la commune nouvelle Dévoluy (commune).

## Économie
Informations regroupées dans l'article consacré à la commune nouvelle Dévoluy (commune).
- Restaurant Bistrot de pays Le Petit Renard[15],[16].

## Population et société

### Démographie

#### Évolution démographique
L'évolution du nombre d'habitants est connue à travers les recensements de la population effectués dans la commune depuis 1793. À partir du 1er janvier 2009, les populations légales des communes sont publiées annuellement dans le cadre d'un recensement qui repose désormais sur une collecte d'information annuelle, concernant successivement tous les territoires communaux au cours d'une période de cinq ans. 
Pour les communes de moins de 10 000 habitants, une enquête de recensement portant sur toute la population est réalisée tous les cinq ans, les populations légales des années intermédiaires étant quant à elles estimées par interpolation ou extrapolation. Pour la commune, le premier recensement exhaustif entrant dans le cadre du nouveau dispositif a été réalisé en 2007,.
En 2014, la commune comptait 292 habitants, en évolution de +8,15 % par rapport à 2009 (Hautes-Alpes : +2,98 %, France hors Mayotte : +2,49 %).
| 1793 | 1800 | 1806 | 1821 | 1831 | 1836 | 1841 | 1846 | 1851 |
| ---- | ---- | ---- | ---- | ---- | ---- | ---- | ---- | ---- |
| 501  | 478  | 505  | 431  | 425  | 421  | 430  | 444  | 459  |

| 1856 | 1861 | 1866 | 1872 | 1876 | 1881 | 1886 | 1891 | 1896 |
| ---- | ---- | ---- | ---- | ---- | ---- | ---- | ---- | ---- |
| 432  | 428  | 382  | 383  | 426  | 439  | 454  | 436  | 406  |

| 1901 | 1906 | 1911 | 1921 | 1926 | 1931 | 1936 | 1946 | 1954 |
| ---- | ---- | ---- | ---- | ---- | ---- | ---- | ---- | ---- |
| 392  | 418  | 384  | 359  | 332  | 336  | 315  | 285  | 266  |

| 1962 | 1968 | 1975 | 1982 | 1990 | 1999 | 2007 | 2012 | 2014 |
| ---- | ---- | ---- | ---- | ---- | ---- | ---- | ---- | ---- |
| 238  | 202  | 180  | 180  | 199  | 212  | 266  | 293  | 292  |

### Enseignement
Informations regroupées dans l'article consacré à la commune nouvelle Dévoluy (commune).

### Santé
Informations regroupées dans l'article consacré à la commune nouvelle Dévoluy (commune).

### Cultes
Informations regroupées dans l'article consacré à la commune nouvelle Dévoluy (commune).

## Culture locale et patrimoine

### Lieux et monuments
- L'église, au chef-lieu, présente un clocher déporté, une abside semi-circulaire de style roman et un vitrail circulaire représentant l'apparition de Notre-Dame de la Salette.
- La statue de la Vierge à l'enfant est placée au bord de la route de Veynes, juste avant le col du Festre.
- Station de sports d'hiver[21].

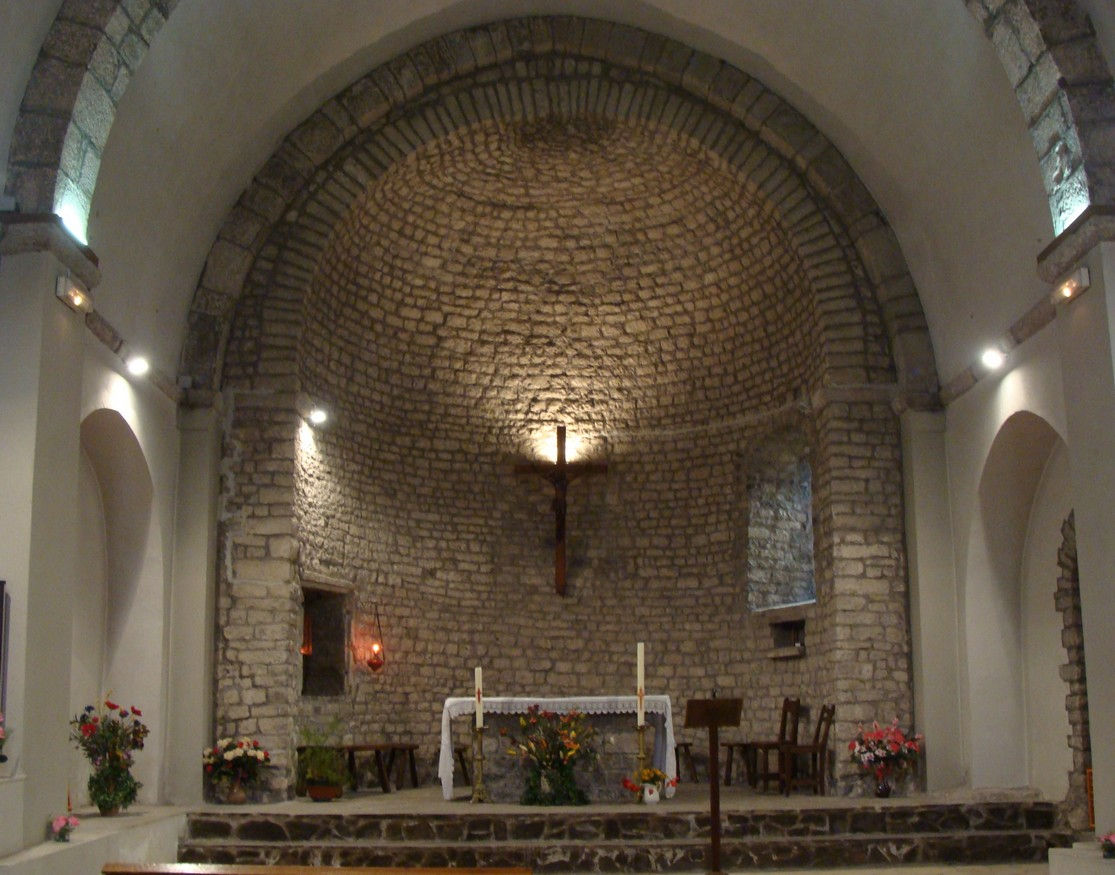
Intérieur de l'église
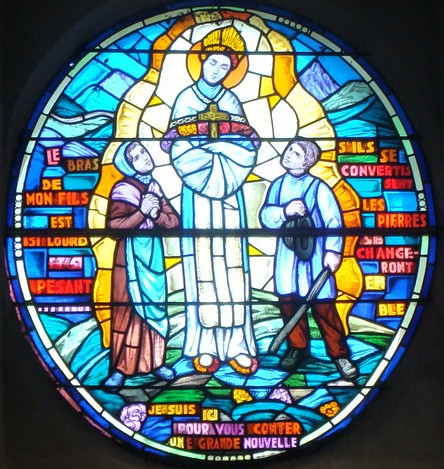
Vitrail
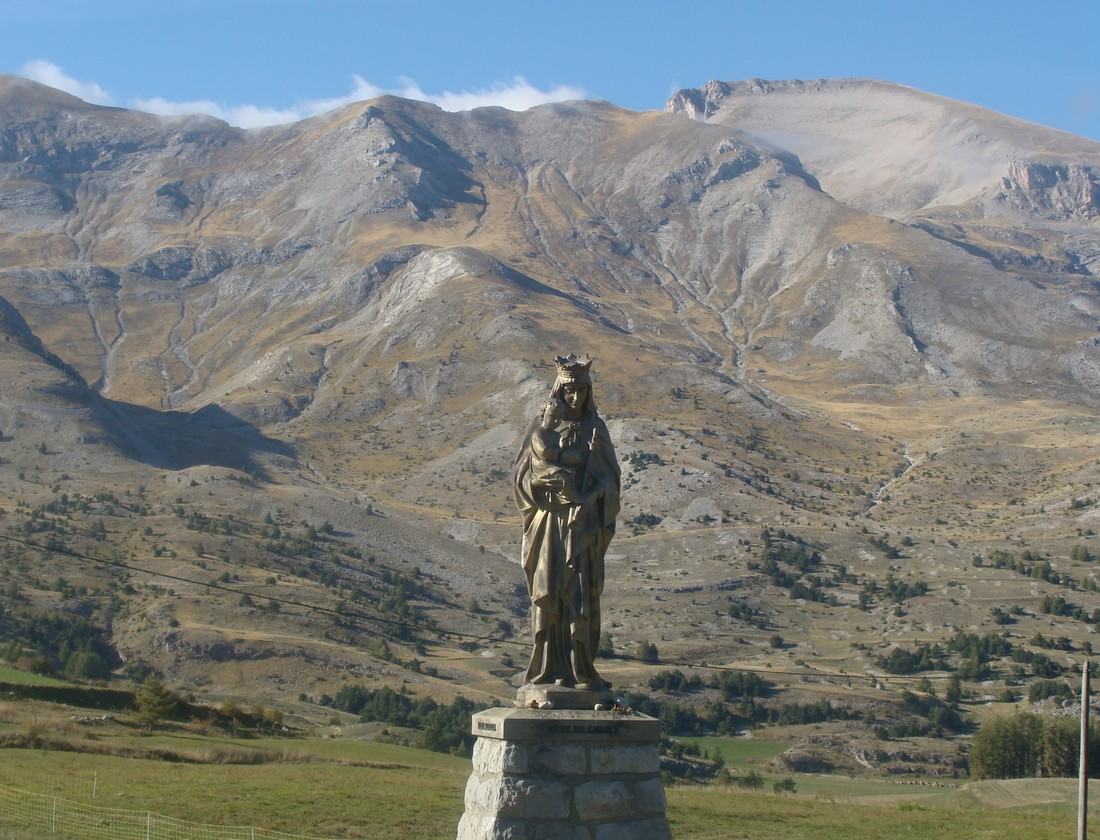
Vierge à l'enfant

### Personnalités liées à la commune
- Jeanne Bertrand, photographe et sculptrice.

### Héraldique
| Blason de Agnières-en-Dévoluy | Blason  | D'azur aux six besants d'or, ordonnés 3, 2 et 1, au chef du même chargé d'un agneau de sable. |
| Blason de Agnières-en-Dévoluy | Détails | Le statut officiel du blason reste à déterminer.                                              |